# Vahram V
Pour les articles homonymes, voir Vahram et Bahram.
Vahram ou Bahram V Gour (« l'onagre ») est un roi sassanide d'Iran ayant régné de 420 à 438-439. Il a inspiré de nombreux poèmes de la littérature persane, comme le Khamsé, Les Huit Jardins du paradis, Les Sept Beautés, etc.

## Biographie
Vahram est le fils de Yazdgard Ier et de Sochandoukht, fille d’un exilarque juif. Il a passé sa jeunesse sans doute exilé par son père à la cour des dynastes arabes lakhmides, vassaux des Sassanides.  
Après le meurtre de son frère aîné Chapour, il s'empare du pouvoir face à Khosro l'Usurpateur et aux grands de Perse grâce à l’aide d'Al-Mundhir Ier ibn al-Nu'man, de la dynastie des Lakhmides. Dynamique, il a des goûts particuliers pour la chasse (d'où son surnom, qu'il aurait reçu après avoir tué un onagre), les arts et la poésie.
Les persécutions contre les chrétiens continuent sous son règne et nombreux se réfugient dans l'Empire romain d'Orient. Varham V demande que les fugitifs lui soient livrés mais Théodose II refuse, et la guerre est déclarée dès 420. Elle débute par plusieurs défaites perses et de nombreux prisonniers tombent aux mains des Romains d’Orient qui s’avancent jusqu’à la province d’Azarène et la ravagent. Nisibis en Mésopotamie est ensuite assiégée par les Romains d’Orient. Vahram décide de porter le gros de ses troupes sur cette ville. En dépit du nombre, les Perses (et de nombreux Turcs achetés) sont sévèrement défaits.
Lors d’un combat singulier, fréquent dans la tradition sassanide, il oppose son champion à un Goth romanisé qui le tue. Vahram doit alors demander la paix. Elle est signée en 422 avec Théodose II pour cent ans et les chrétiens obtiennent à nouveau la liberté de culte, en contrepartie, les zoroastriens aussi dans l’Empire romain. L'Empire d'Orient doit enfin s'engager à contribuer financièrement à assurer la défense de la frontière du Caucase contre les poussées des barbares des steppes septentrionales.
En 424 le synode de Markabta de l'Église de Perse réunit 36 évêques à « Markabta des Arabes ». Le catholicos Dadyesh qui avait été emprisonné peu après son élection contestée en 421-422 est confirmé comme catholicos de Séleucie et Ctésiphon et son autorité sur la Perse est reconnue. Ce synode s'est réuni indépendamment de toute autorisé religieuse extérieure et aucun évêque « occidental » n'y a participé. Il est donc considéré comme le point de départ de l'indépendance de l'église de Perse vis-à-vis d'Édesse et d'Antioche et le prélude au futur schisme inhérent au concile d'Éphèse.
Vahram V doit faire face en 427 à une attaque des Huns hephtalites depuis l’Asie centrale. Il les vainc et étend son influence dans ce secteur. Il dépose enfin le roi Artaxias IV d'Arménie et fait du royaume d'Arménie en 428 une province de l’empire qu'il confie à un grand seigneur iranien, Vêh Mihr Châhpouhr, qu'il nomme marzbân (« margrave »).

## Descendance

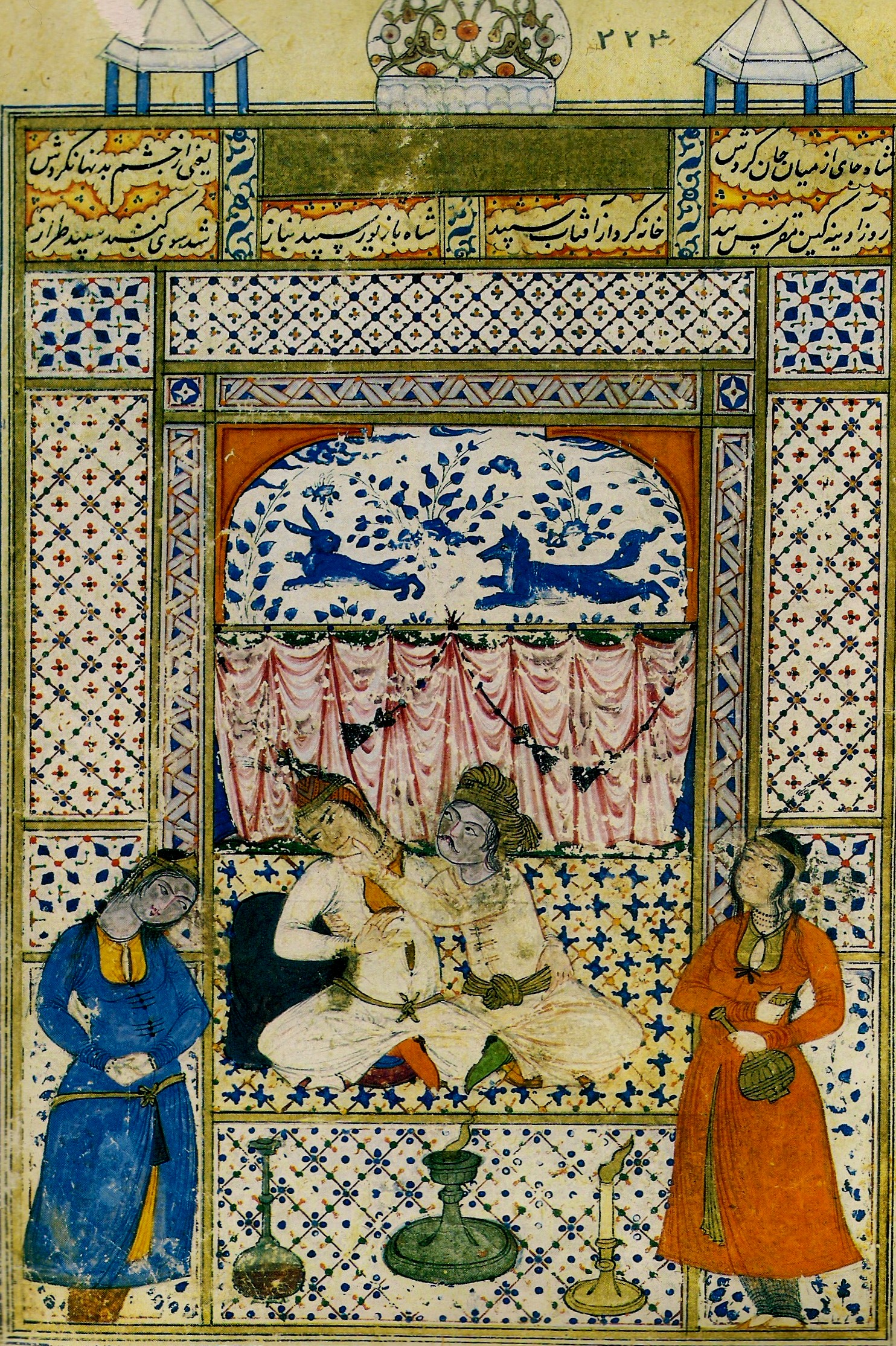
Vahram Gour au Pavillon Blanc, miniature des Sept Beautés de Nizami (institut des manuscrits de Bakou, 1636, par Doust Mohammad Darkhadji d'Ispahan).

Il a épousé la princesse Sapinud, sœur d'un roi indien nommé Shangal, dont il aurait eu un fils :
- Yazdgard II, empereur de Perse.